# Fotis Kouvelis
Fotis-Fanourios Kouvelis (en griego: Φώτης-Φανούριος Κουβέλης) (Volos, 3 de septiembre de 1948), conocido como Fotis Kouvelis (en griego: Φώτης Κουβέλης), es un político griego de centroizquierda, ex parlamentario y abogado de profesión. 

## Nacimiento, educación y profesión
Fotis Kouvelis nació en la ciudad de Volos, Tesalia, en el centro de Grecia. Estudió Derecho y Ciencia Política en la Universidad de Atenas, y es abogado de profesión.

## Inicio de su trayectoria política
Kouvelis fue miembro de la Juventud Lambrakis y miembro fundador del Partido Comunista de Grecia del Interior (KKE Esoteriku), formando parte de su comité central, desde 1975 hasta la desaparición del partido. Fue miembro fundador del partido Izquierda Griega (Elinikís Aristerás) en 1987, siendo elegido secretario general, el 25 de junio de 1989, permaneciendo en ese cargo hasta 1992.

## Ministro del gobierno de Tzannetakis
En el marco de la crisis política iniciada en 1988 durante el gobierno de Andreas Papandréu y acentuada luego de las elecciones del 18 de junio de 1989, sin mayoría absoluta para ninguna de las fuerzas políticas, se constituyó un gobierno de coalición a cargo del primer ministro conservador Tzannis Tzannetakis, como resultado del pacto entre Nueva Democracia y la Coalición de la Izquierda y el Progreso (Synaspismós). Fotis Kouvelis fue designado Ministro de Justicia de este gobierno de coalición en representación de Synaspismós, ejerciendo funciones desde el 2 de julio de 1989, hasta el 12 de octubre de ese mismo año.

## Parlamentario de Synaspismós y SYRIZA
En las elecciones del 5 de noviembre de 1989, Synaspismós obtuvo 21 escaños (11% de los votos) y Kouvelis fue elegido miembro del Parlamento por la segunda circunscripción de Atenas. Con el apoyo de esta misma coalición de izquierda, también fue elegido al Parlamento de Grecia en 1990, 1996 y 2000. Luego renovó su escaño en los procesos electorales de 2004, 2007 y 2009, con el apoyo de SYRIZA —la coalición de partidos de izquierda en la cual se incorporó Synaspismós desde 2004—.

## Fundación del partido DIMAR
En junio de 2010, Kouvelis junto a otros tres miembros del Parlamento que formaban parte del «ala renovadora» del partido Synaspismós, abandonaron esta organización durante su sexto congreso, manifestando desacuerdos con el líder partidista Alexis Tsipras, y se declararon «parlamentarios independientes» del Consejo de los Helenos.
El 27 de junio de 2010, con el liderazgo del grupo de disidentes de Synaspismós, se realizó la conferencia nacional de fundación del nuevo partido Izquierda Democrática (Dimokratikí Aristerá - DIMAR) y para organizar su primer congreso se constituyó un «comité político panhelénico» conformado por 170 miembros, entre los cuales destaca Fotis Kouvelis como líder.
El primer congreso del partido se realizó del 31 de marzo al 3 de abril de 2011, para discutir y aprobar los estatutos y el programa de la organización, así como la elección de sus directivos. El 97,31% de los 670 delegados votaron a favor del liderazgo de Fotis Kouvelis como presidente de DIMAR y también fue elegido el comité central del partido.

## Parlamentario de DIMAR
En las elecciones legislativas de mayo y junio de 2012, Kouvelis es nuevamente elegido miembro del Parlamento Helénico, esta vez postulado por DIMAR, que se convirtió en la sexta fuerza política parlamentaria, integrante del pacto con Nueva Democracia y PASOK que facilitó el gobierno de coalición del primer ministro conservador Antonis Samarás. En junio de 2013, Kouvelis anunció que DIMAR se retiraba del gobierno tripartito, luego de la orden unilateral de cierre de la radiotelevisión pública griega.
El 25 de mayo de 2014, DIMAR no obtuvo escaños en las elecciones al Parlamento Europeo, con tan solo el 1,20% de los votos. Como consecuencia de estos resultados, el presidente de Izquierda Democrática, Fotis Kouvelis, presentó su renuncia al comité central y al congreso del partido. El comité ejecutivo de DIMAR rechazó la dimisión presentada por su líder, pidieron a Kouvelis que permaciera en el cargo y acordaron la convocatoria del congreso del partido para definir una nueva estrategia.
Luego de desacuerdos entre los partidos políticos para la elección del Presidente de Grecia, el 31 de diciembre de 2014 fue disuelto el parlamento y fueron convocadas nuevas elecciones. En las elecciones del 25 de enero de 2015, el partido DIMAR salió del parlamento después de obtener 0,49% de los votos en alianza con Los Verdes, insuficientes para ser elegibles para los escaños, y en consecuencia Kouvelis no fue reelecto como miembro del Consejo de los Helenos, luego de siete legislaturas desde 1996.

## Cuarto Congreso de DIMAR
Fotis Kouvelis ejerció la presidencia de Izquierda Democrática desde su fundación hasta el 7 de junio de 2015, luego que el congreso de esta organización eligió como sucesor a Thanasis Theocharopoulos, quien había ejercido el cargo de secretario del comité central del partido. Durante el congreso también fue elegido el nuevo comité central de DIMAR, del cual también formarán parte su fundador Fotis Kouvelis y la ex aspirante a la presidencia del partido, María Giannakaki, por decisión del nuevo líder del partido.